# Хверфьядль
Хверфьядль (Хверфетль) (исл. Hverfjall) — кольцевая вулканическая структура из тефры
или вулканического туфа в северной части Исландии, к востоку от озера Миватн.
Извержение произошло около 2500 лет назад в южной части области вулканических трещин Крабла. Диаметр кратера составляет примерно 1 км.
По-видимому, в ходе извержения произошел оползень в южной части кратера, что объясняет
разрыв в круговой структуре горы. В течение эпохи первых поселений лава, вытекавшая
из Свортюборгира на южном краю Намафьядля, окружала Хверфьядль. В то же время произошло извержение над долиной Хлидардалюр.
До края кратера можно добраться только по двум тропам, с северо-запада и юга. Осуществлять подъем или спуск по другим маршрутам запрещено.